# Paria britannica
La Paria britannica (Peerage) è la forma di paria adottata nel Regno Unito di Gran Bretagna e Irlanda del Nord e nelle sue nazioni costitutive.
Si tratta di un sistema di titoli nobiliari che fa parte del complesso di onori vigente in Gran Bretagna. Il termine è inteso sia in senso collettivo, cioè riferito a un intero corpo di titoli, sia in senso individuale, riferito alla appartenenza a un titolo particolare.
Il significato originale della parola "pari" fu di uguale e come tale fu usato nella Magna Carta, quando i baroni stipularono di essere giudicati dai propri pari o uguali. La parola era usata per tutti i feudatari diretti della corona e i pari erano convocati come tali alla curia regis.
Tutti gli onori britannici, inclusa la dignità della paria, traggono origine dal monarca, considerato la "fonte degli onori". «Il sovrano, come fonte di ogni dignità, non può appartenere alla paria».
Se una persona non è né un re né un pari, allora è un commoner (comune).
I membri di una famiglia di pari che non sono essi stessi pari (inclusi i membri della famiglia reale) sono anch'essi commoners. Il sistema britannico di paria differisce quindi sostanzialmente da quelli dell'Europa continentale ove vengono considerate nobili intere famiglie piuttosto che singoli individui.

## Le diverse parie
Nell'Arcipelago britannico coesistono diverse parie che differiscono leggermente fra di loro:
- la Paria d'Inghilterra  — comprende tutti i titoli creati dai re e dalle regine prima dell'Atto di Unione del 1707
- la Paria di Scozia — comprende tutti i titoli creati dai re e dalle regine di Scozia prima del 1707
- la Paria d'Irlanda — comprende tutti i titoli creati per il Regno d'Irlanda prima dell'Atto di Unione del 1800 e alcuni titoli creati successivamente
- la Paria di Gran Bretagna — comprende tutti i titoli creati per il regno della Gran Bretagna fra il 1707 e il 1801
- la Paria del Regno Unito — comprende la maggior parte dei titoli creati dal 1801

I Pari appartengono a cinque ranghi che sono, in ordine gerarchico decrescente: duchi, marchesi, conti, visconti e baroni. In Scozia il quinto rango è invece detto Lord del Parlamento (Lord of Parliament), poiché i baroni in Scozia sono titolari di diritti feudali ma non sono pari. Così pure dicasi dei baronetti.
- Duca (Duke), proviene dal latino dux
- Marchese ("Marquess"), proviene dal francese marquis, che deriva a sua volta da marche o march, in riferimento alla collocazione del territorio relativo ai confini del paese[3]
- Conte, equivalente continentale (dal latino comes) dell'inglese Earl, dall'anglosassone eorl, un capo militare. La formazione del termine può anche essere stata influenzata dal norreno jarl, che significava guerriero di liberi natali (cioè non servile) o nobile nel Danelaw. In assenza di una versione al femminile del termine inglese è stato coniato il termine di origine continentale countess (contessa)
- Visconte (vice-count), dal latino vicecomes
- Barone ("Baron"), proviene dall'antico tedesco "baro", equivalente al tedesco Freiherr

I vari titoli sono espressi nella forma di Rango seguito dal nome del titolo o di Rango del (Nome del titolo). Il Nome del Titolo può essere una località geografica o un cognome. L'esatto uso del titolo dipende dal rango della paria e da certe considerazioni di carattere generale.  Il duchi usano sempre il di. Marchesi e conti i cui titoli sono basati su nomi di località usano normalmente il di, che manca invece normalmente a quelli il cui titolo è basato su un cognome. Visconti, baroni e Lord del Parlamento non usano il di. Comunque vi sono numerose eccezioni alla regola. Per esempio, i titoli vicecomitali scozzesi usano teoricamente la particella di, sebbene in pratica questa venga spesso ignorata (quindi, il Visconte di Falkland è comunemente noto come Visconte Falkland). La particella di non è normalmente usata quando la località cui si riferisce è fuori della giurisdizione britannica, poiché il suo utilizzo implica che la nazione abbia la sovranità su tale territorio.
Spesso viene aggiunta al titolo principale, specialmente nei casi di baroni e visconti, una denominazione territoriale. Ad esempio: Baronessa Thatcher, di Kesteven nella Countea di Lincolnshire o Viscount Montgomery of Alamein, di Hindhead nella Contea di Surrey.
Una volta si dava il caso che una paria amministrava la località del proprio titolo, ma ciò non è più vero fin dal Medioevo. Le sole parie rimaste, che siano associate alle terre dalle quali traggono il nome sono quelle del Ducato di Cornovaglia, appannaggio del primogenito ed erede della Corona inglese, e il ducato di Lancaster, appannaggio diretto del sovrano.

## Parie ereditarie
Una paria ereditaria è tale quando la corrispondente dignità si trasmette per via ereditaria. Le parie ereditarie possono essere create tramite ordine scritto di convocazione o con lettera patente, ma il primo è ormai obsoleto. Consisteva infatti, nella vecchia tradizione feudale, nella convocazione in Parlamento, il che implicava automaticamente l'esistenza o la creazione se non esisteva già, di una dignità di carattere ereditario per il convocato. La lettera patente invece crea la dignità specificandone anche le regole di successione.
Una volta creata, la dignità di paria continua a esistere fin tanto che sopravvive un discendente del primo cui fu conferita, salvo diversa disposizione contenuta nella stessa lettera patente. Secondo una legge del 1963 una persona può disconoscere la paria ricevuta per successione entro un anno dall'apertura della medesima.
Con l'estinzione della discendenza della paria originaria, la dignità corrispondente si estingue parimenti. Anche in tempi recenti le dignità di paria furono talvolta cancellate da Atti del Parlamento, generalmente in casi di persone macchiatesi di reato di tradimento. In alcuni di questi casi si è verificata la ricostituzione della paria in capo a un discendente che si era rivolto al Sovrano con apposita, motivata petizione. Ciò ad esempio successe tre volte nel caso della paria associata al Duca di Norfolk.
Se il titolare di una paria sale al trono, la relativa dignità viene assorbita in quella della Corona e cessa di esistere.
Tutti i titolari delle parie di Inghilterra, Gran Bretagna e Regno Unito, e alcuni pari di Scozia eletti dai titolari delle parie scozzesi, avevano diritto a sedere nella Camera dei Lord, con la sola limitazione della età minima e della cittadinanza. Tale diritto è stato cancellato da una legge della stessa Camera dei Lord nel 1999. Questa legge dispose che, in attesa di una riforma della Camera dei Lord, avrebbero avuto diritto a formare tale camera 92 pari per eredità.
- il Lord Gran Ciambellano
- lo Earl Marshal[6]
- Ulteriori 90 membri tramite elezione tra i pari per eredità secondo il seguente schema:[7]
  - 2 pari eletti dai pari per eredità laburisti
  - 42 pari eletti dai pari per eredità conservatori
  - 3 pari eletti dai pari per eredità liberaldemocratici
  - 28 pari eletti dai pari per eredità indipendenti (crossbench)
  - 15 pari eletti dal l'intera Camera

Dal 1707 fino al 1963 i pari di Scozia eleggevano 16 membri della Camera dei Lord quali loro rappresentanti. Dal 1963 essi hanno gli stessi diritti dei pari del Regno Unito.
Dal 1801 fino al 1922 i pari d'Irlanda eleggevano 28 membri della Camera dei Lord quali loro rappresentanti. Nel 1922 l'Irlanda divenne uno stato indipendente.
Alcuni titoli ereditari possono passare e venire trasferiti a eredi di sesso femminile in un sistema detto di co-eredità: in assenza di eredi maschi l'assegnazione del titolo rimane in sospeso fra tutte le eredi femmine, fino a che tutte tranne una, alla quale verrà trasferito il titolo per sé e per i suoi eredi, non vi rinunciano.

## Parie a vita
Leggi del 1876 e del 1958 consentono e disciplinano la creazione di parie a vita (non ereditarie). Queste sono di rango baronale, anche se nulla impedisce al sovrano di creare delle parie a vita di diverso rango. Esse vengono create solo a mezzo di lettera patente.
Quelle create secondo la legge del 1876 sono note con il nome di "Lords of Appeal in Ordinary". Gli intestatari di queste parie assolvono alle funzioni giudiziarie della Camera dei Lord e prestano servizio nel Judicial Committee of the Privy Council. Essi rimangono pari a vita, ma perdono gli emolumenti relativi alle funzioni giudiziali all'età di 75 anni. Non possono coesistere più di 12 di loro di età inferiore ai 75 anni nello stesso tempo.
Non vi sono limiti al numero delle parie che il sovrano può creare in base alla legge del 1958. Normalmente queste vengono assegnate a persone designate dalle parti politiche o dalla Commissione della Camera dei Lord per gli incarichi, allo scopo di onorare figure pubbliche importanti, quali ad esempio l'Arcivescovo di Canterbury o il Primo Ministro al momento del loro ritiro.

## Appellativi e titoli
Ai duchi spetta l'appellativo di Sua Grazia, ai marchesi quello di Molto Onorevole e agli altri Onorevole.. Alle donne, che godano della paria in quanto mogli di pari o per sé stesse (suo jure), vengono attribuiti gli stessi appellativi.
Nel discorso ci si riferisce a qualsiasi pari, con l'eccezione di duchi o duchesse, come Lord X o Lady X. Eccezione a questa regola fanno le Baronesse che sono tali suo jure (generalmente pari a vita) cui ci si può riferire come Baroness X nel parlare normale sebbene anche Lady X è di uso corrente. Ciò non si applica alle signore titolari di paria di dignità parlamentare scozzese, che non sono baronesse, alle quali ci si riferisce con l'appellativo di Lady.
Dopo l'appellativo viene il solo cognome, sebbene sia spesso usata la forma impropria di far seguire a esso nome e cognome.
Molti pari, specialmente quelli a vita, che erano già famosi prima di venire insigniti del titolo, non lo usano. Sono possibili altre combinazioni: ad esempio l'autore John Julius Norwich è John Julius Cooper, 2° Visconte di Norwich.
Persone per i quali si usa l'appellativo di Lord o Lady non sono necessariamente dei pari. Ai figli dei pari si applicano appellativi detti titoli di cortesia. Il figlio più anziano di un duca, un marchese o un conte usa generalmente il titolo subito inferiore a quello del padre, così il figlio di un duca usa il titolo di marchese fino a che non eredita dal padre quello di duca. Fino a tal data egli comunque non è un pari. I figli minori dei duchi e dei marchesi antepongono al loro nome il titolo di Lord come titolo di cortesia mentre le figlie di duchi e marchesi e conti usano quello di Lady. I figli minori dei conti e visconti, dei baroni e dei Lord del Parlamento usano l'appellativo di Onorevole (The Honourable).

## Privilegi della paria

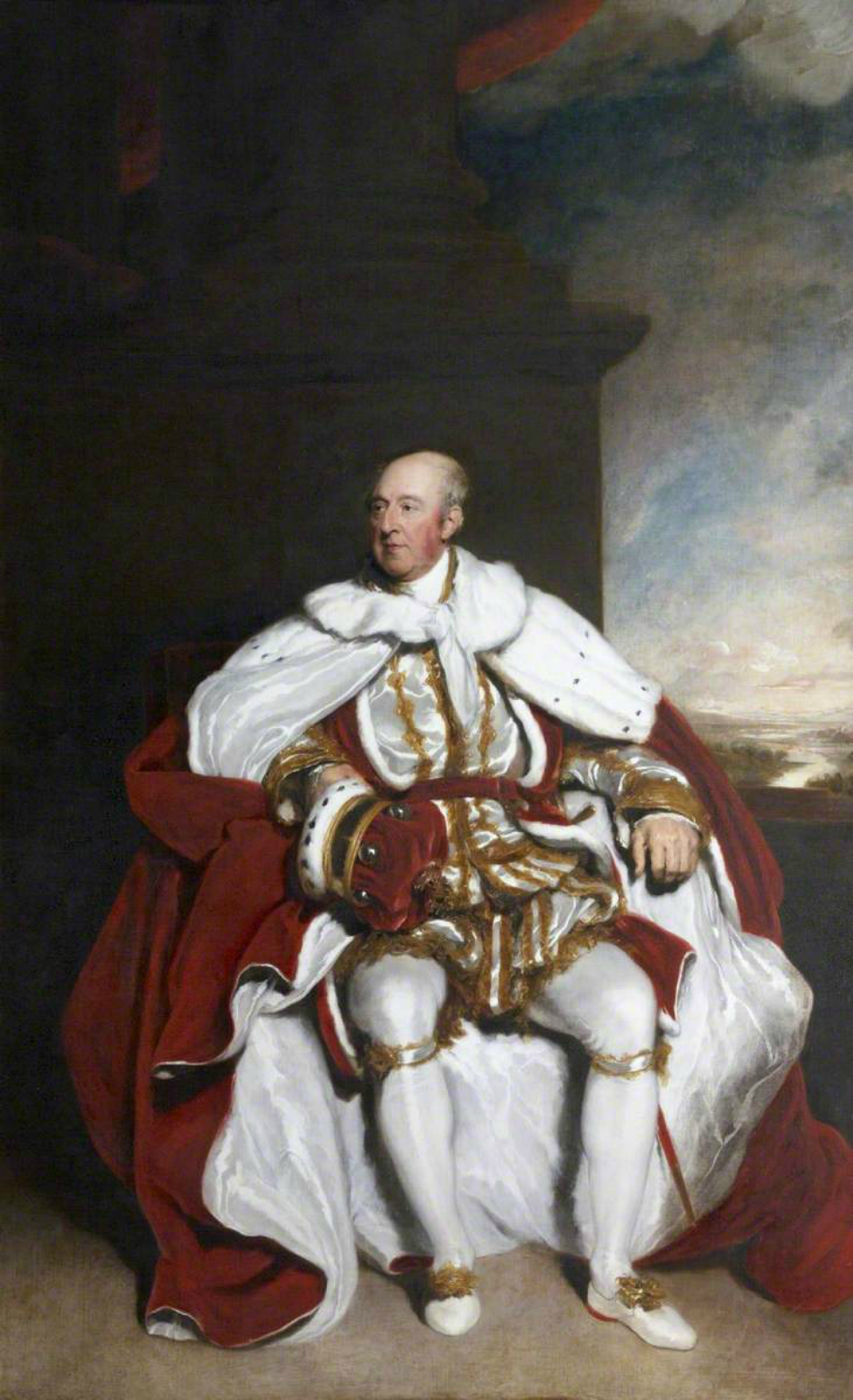
I Pari vestono abiti da cerimonia il cui modello dipende dal rango.

I privilegi della paria costituiscono un corpo di diritti appartenente ai pari, alle loro mogli e alle loro vedove non risposate. Mentre questi erano una volta assai estesi, solo tre sono rimasti fino al XX secolo:
- il diritto di essere processati da un'apposita corte nella camera dei Lord; tale privilegio fu abolito nel 1948.
- il diritto di avere accesso personale al Sovrano; questo diritto è caduto in disuso
- il diritto di essere esentati dall'arresto; questo privilegio fu usato solo due volte dal 1945.

I pari tuttavia godono di vari diritti che non fanno parte specifica dei privilegi della paria. Per esempio:
- i pari e i loro famigliari hanno una specifica posizione nell'ordine delle precedenze
- I pari indossano speciali corone alla cerimonia di incoronazione del sovrano; rappresentazione di queste corone appaiono anche alla sommità dei loro stemmi araldici.
- I pari vestono specifici abiti distintivi in occasione dell'incoronazione e, se membri della Camera dei Lord, quando sono in essa presenti

## Storia
Quando Guglielmo il Conquistatore conquistò l'Inghilterra, divise il paese in feudi (manors) i titolari dei quali furono chiamati baroni. Quelli di loro che ne possedevano molti erano detti Baroni Maggiori (greater barons),  quelli che ne avevano pochi Baroni Minori (lesser barons). Quando il re convocava i suoi baroni nel Consiglio Reale, i baroni maggiori venivano convocati direttamente da lui, gli altri tramite gli sceriffi. Nel 1254 I baroni minori non furono più convocati e il corpo dei baroni maggiori evolse nella Camera dei Lord. Poiché la corona era di per sé una dignità ereditaria, parve naturale che dovesse essere così anche per i seggi alla Camera Alta del Parlamento. Con l'inizio del XIV secolo la caratteristica di ereditarietà della paria si sviluppò. Il primo pari creato mediante lettera patente fu Lord Beauchamp di Holt, durante il regno di Riccardo II.
I titoli di barone e di conte risalgono al periodo feudale, e forse anche a quello dell'Inghilterra anglo-sassone. I titoli di duca e marchese furono introdotti nel XIV secolo e quello di visconte nel XV. Sebbene la paria a vita fosse spesso assegnata fin dai primi tempi, la regolare nomina parlamentare non fu definita che da una legge del 1876 (Appellate Jurisdiction Act).